# Boris Boef
Boris Boef, oorspronkelijke Engelse namen Peg-Leg Pete, Pistol Pete of Black Pete, is een fictieve schurk uit de tekenfilm- en stripwereld van Walt Disney Pictures. Hij is een antropomorfe grote en pafferige kater met een zwart vel. 
Zijn belangrijkste en meest oorspronkelijke rol is die als de gezworen aartsvijand van Mickey Mouse, in latere verhalen heeft hij ook wel andere rollen.

## Oorsprong
Pete werd in 1925 door Walt Disney en Ub Iwerks bedacht voor het tekenfilmpje Alice Solves the Puzzle. In de eerste jaren hierna was nog onduidelijk welk soort dier hij precies was, dit liep uiteen van een das en een beer. In 1928 verscheen het personage opnieuw in de tekenfilm The Gallopin' Gaucho, waar hij voor het eerst samen met Mickey Mouse te zien was. Vanaf dat moment werd besloten dat hij een antropomorfe kater was. Daarmee werd het logisch om hem neer te zetten als de natuurlijke vijand van muizen en dus ook van Mickey.

## Rollen in tekenfilms

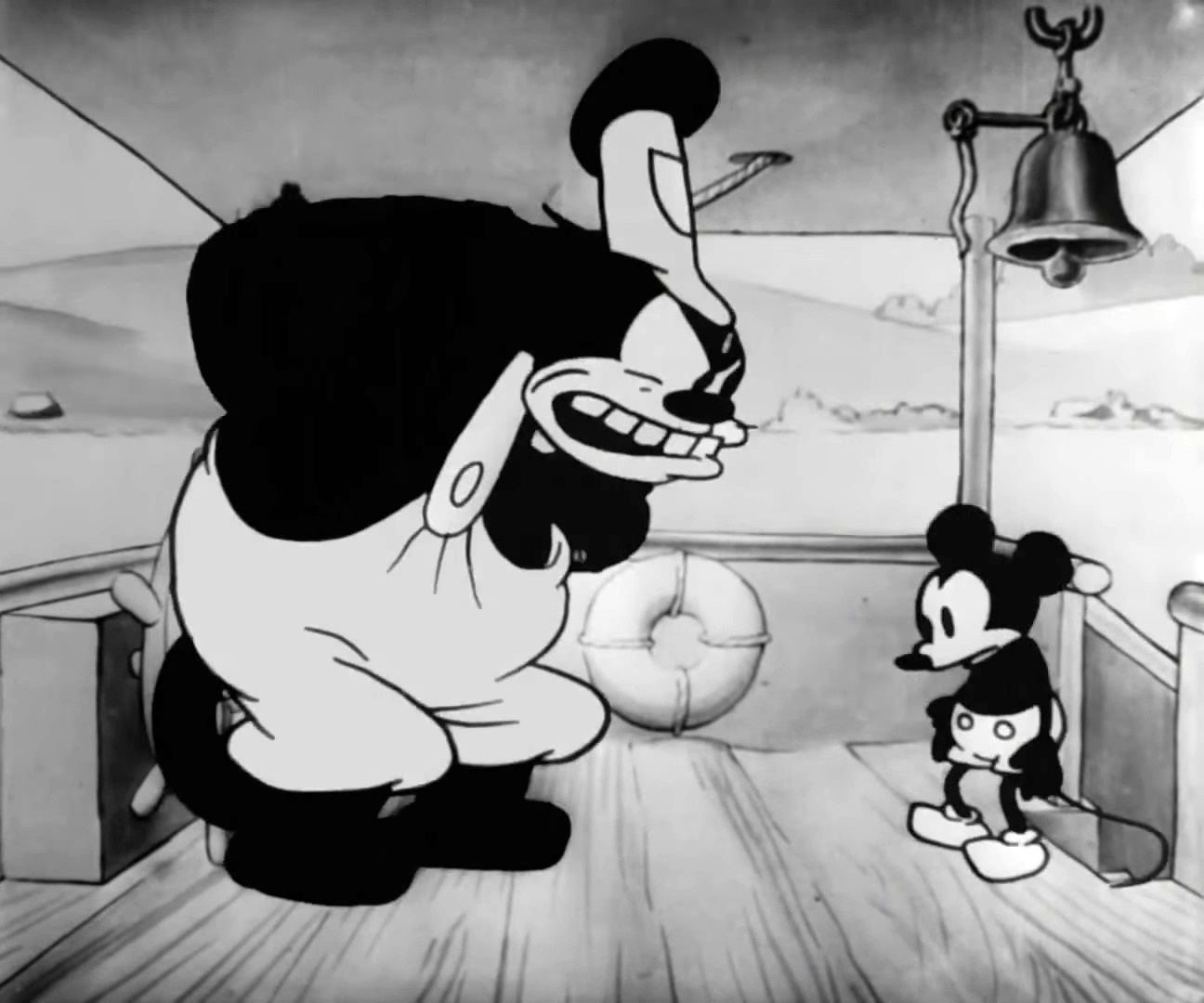
Pete (hier als stuurman) in Steamboat Willie, samen met Mickey Mouse

Pete komt oorspronkelijk uit Disneys tekenfilmserie Alice Comedies. Hij verscheen voor het eerst op 15 februari 1925 in Alice Solves the Puzzle, het 15e filmpje uit deze reeks. Dit was drie jaar voordat Mickey Mouse zelf voor het eerst in een tekenfilmpje opdook, en tevens nog voordat Oswald the Lucky Rabbit was ontworpen. Zodoende is Pete waarschijnlijk het oudste personage uit de koker van The Walt Disney Company dat vandaag de dag nog altijd een rol heeft.
Pete en Mickey waren voor het eerst samen te zien in de filmpjes The Gallopin' Gaucho en Steamboat Willie, beide uit 1928. Sindsdien zijn de twee elkaars vaste tegenstanders.
In het begin had hij qua uiterlijk nog veel weg van een zeerover, ook had hij hier een houten been. Dit element is in de meeste latere verhalen geheel verdwenen. Wel bleef hij af en toe een matrozenpet dragen. 
Pete dook van 1925 tot 1954 in totaal 67 maal op in korte tekenfilmpjes (waarvan The Lone Chipmunks de laatste was). In The New Neighour (1953) is Pete eenmalig de buurman van Donald Duck.
Daarnaast heeft hij een rol gespeeld in een aantal latere animatieseries en langere films:
- In Mickey's Christmas Carol uit 1983 is hij de 'Geest van Toekomstig Kerstmis', een van de drie geesten die in de kerstnacht aan Ebenezer Scrooge verschijnen.
- In de serie DuckTales komt Pete zelf niet voor. Wel zijn hier een aantal personages te zien die qua uiterlijk en gedrag duidelijk op hem gebaseerd zijn. Deze personages hebben echter allemaal een andere rol, en komen elk afzonderlijk in slechts één aflevering voor.
- Hij is eveneens een vast personage in de serie Goof Troop (1992-1993) en de twee hierop gebaseerde films A Goofy Movie (1995) en An Extremely Goofy Movie (2000). In deze verhalen is hij getrouwd, heeft hij twee kinderen en werkt hij als autoverkoper. Hij is hier de buurman van Goofy en diens zoontje Max. Hoewel Boris in deze serie niet langer de crimineel is zoals men hem uit de strips en oudere filmpjes kent, houdt hij er nog steeds duidelijke slechte eigenschappen op na.
- Hij is tevens een vast personage in de serie Mickey's Club, waarin hij de eigenaar is van het land waar Mickeys nachtclub op staat, en de club regelmatig probeert te laten sluiten.
- Hij verschijnt ook talloze keren in de series zoals Mickey Mouse Clubhouse en Mickey Mouse Works.
- Hij verscheen in de film Chip 'n Dale: Rescue Rangers op de streamingdienst Disney+, waarin Boris de rol van Aladdin speelt in een low-budget film. De stem van Pete werd hier ingesproken door Jim Cummings.

## In strips
In 1930 verscheen Pete voor het eerst als Mickeys grote tegenstander in een stripverhaal van Floyd Gottfredson, Mickey Mouse In Death Valley. Andere bekende verhalen uit deze tijd waarin Mickey en Pete, elk met hun eigen vrienden, onderling de strijd aangaan zijn The Great Orphanage Robbery (1932) en Mickey Mouse in the Races for Riches (1938).
Ten behoeve van de strips werd het uiterlijk van Pete nogal aangepast; zo oogt hij hier veel minder dierlijk, en is dus minder goed te herkennen als kater dan in de filmpjes. Vanaf Gottfredsons verhaal The Mystery at Hidden River (1942) heeft Pete plotseling twee normale benen in plaats van een houten poot; als verklaring zegt hij zelf dat hij een "perfect gestroomlijnd kunstbeen" aangemeten heeft gekregen. Sindsdien wordt hij in de strips en films vooral Black Pete genoemd; zijn oorspronkelijke naam Peg-Leg Pete raakte in onbruik aangezien dit nu niet meer goed bij het personage paste. Vanaf 1944 verdween Pete enige tijd uit de strips, om later weer terug te keren.
Pete is zelf niet erg slim, maar doordat hij vaak handig weet samen te werken met andere schurken bereiken ze soms toch iets. In de eerste verhalen zijn Petes voornaamste handlangers een oude man genaamd Eli Squinch (Nederlands: Eli Gluip) en de perverse advocaat Sylvester Shyster (Nederlands: Sylvester Slibber). Later zijn hier meerdere andere personages aan toegevoegd, zoals de Beagle Boys (de Zware Jongens, die vooral in de verhalen rond Duckstad meedoen) en Phantom Blot (Nederlands: de Zwarte Schim).
Carl Barks, die hoofdzakelijk stripverhalen rond de Duck-familie maakte, gaf Pete en Donald Duck samen een belangrijke rol in het verhaal Donald Duck Finds Pirate Gold (1942). Hier is Pete de tegenspeler van Donald en Kwik, Kwek en Kwak.  In december 1962 maakte Barks ook het verhaal Log Jockey (het eerste verhaal waarin Wisse Duck voorkomt) met hierin een tegenstander (Pierre, in het Nederlands vertaald als "Beauriz Bouffe")  die veel op Pete lijkt.

## Trivia
- In de Tweede Wereldoorlog werd Pete de officiële mascotte van de United States Merchant Marine.
- Het personage is in veel videospellen terug te vinden, waaronder de Kingdom Hearts-serie, en in de gedaantes van Pete (oudere cartoons), Boris Pan (Peter Pan-versie van Pete/Boris), Kleine Boris (Nederlandse versie van het personage) en Boristronic (moderne cyborgversie van Boris) in Disney Epic Mickey.
- De originele stem van Pete is onder andere ingesproken door Billy Bletcher, Pinto Colvig, John McLeish, Will Ryan, Arthur Burghardt, Jim Cummings en Corey Burton. De Nederlandse Boris Boef-stem is onder andere ingesproken door Jan Anne Drenth, Hero Muller en Marcel Jonker.